# Ристо Галич
Ристо Галич (на македонска литературна норма: Ристо Галиќ) е архитект и политик от Социалистическа република Македония.

## Биография
Роден е на 25 май 1925 година Скопие, Югославия. През 1951 г. завършва архитектура във Висшата техническа школа в Белград. През 1976 г. защитава дисертация в Белградския университет. По-късно става редовен професор по предмета градско зониране във Факултета по архитектура в Белград.
След Скопското земетресение през 1963 г. Галич изработва новия градски план на Скопие. В периода 1960 – 1974 е директор на Института по урбанизъм. Между 1982 и 1986 е председател (министър) на републиканския комитет за урбанизъм и защита на околната среда в шестнадесетото правителство на Социалистическа република Македония. Разработва проекти за пространствения план на Община Велес и на Социалистическа република Македония. Негови проекти се реализират в скопските квартали Маджари, Кисела вода, Гази Баба, Чаир и Топаана.
Умира на 1 април 1985 година в родния си град на 59-годишна възраст.